# Chefe da Casa Imperial do Brasil
Chefe da Casa Imperial do Brasil é um título informal auto atribuído pelos descendentes de Pedro I do Brasil (auto intitulados "Família Imperial Brasileira") à pessoa que consideram seu líder. Tal título não tem embasamento legal nem é reconhecido pelo Brasil.
Em 1889, com a Proclamação da República do Brasil, o decreto 78-A, de 21 de dezembro de 1889, baniu Pedro de Alcântara e sua família do Brasil e o decreto 277-F, de 22 de março de 1890, aboliu todos os títulos, foros de nobreza e ordens honorificas do Império. O primeiro decreto foi revogado em 1920 por Epitácio Pessoa e o segundo em 1991 por Fernando Collor de Mello. Mesmo com a revogação dos decretos, a ostentação de títulos não pode gerar nenhum tipo de privilégio ou tratamento diferenciado no Brasil.
Em plebiscito realizado em 1993, 89,75% dos brasileiros rejeitaram a volta da monarquia.
Como o título é informal e não há legislação que o sustente, há uma disputa dentro da família sobre quem teria o direito de ostentar o título. De um lado está o Ramo de Petrópolis, que reúne os descendentes de Pedro de Alcântara de Orléans e Bragança e do outro, o Ramo de Vassouras com a descendência de Luís de Orléans e Bragança. O primeiro reconhece Pedro Carlos como chefe da família e o segundo reconhece Bertrand.